# ماگدا ترسا وویچیک
ماگدا تِـرِسا وویچیک (لهستانی: Magda Teresa Wójcik؛ ‏ ۱۰ ژوئن ۱۹۳۴–۱۷ سپتامبر ۲۰۱۱) بازیگر و کارگردان نمایش اهل لهستان بود. وی بابت مشارکت‌های فرهنگی-هنری‌اش برندۀ نشان چهلمین سالگرد خلق لهستان شد.
از فیلم‌ها یا مجموعه‌های تلویزیونی که وی در آن‌ها نقش داشته‌است، می‌توان به مادر پادشاهان، شکایت، شکنجه، مرد مرمرین، سامسون، مادر یوآنای فرشتگان و دروازه اروپا اشاره نمود.